# Gas natural comprimido

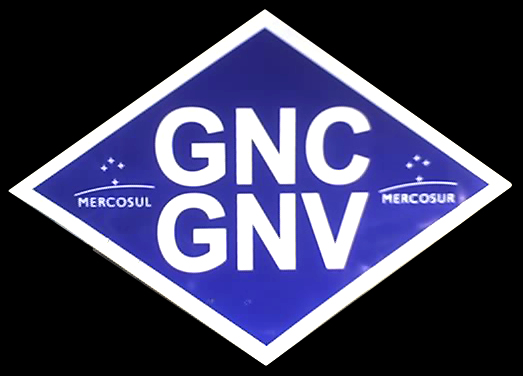
Símbolo de uso obligatorio que identifica a los autos propulsados por GNC en el Mercosur.

El gas natural comprimido, más conocido por la sigla GNC, es un combustible para uso vehicular que, por ser económico y ambientalmente más limpio, es considerado una alternativa sustentable para la sustitución de combustibles líquidos. Se utiliza indistintamente los términos gas natural comprimido y gas natural vehicular (GNV).

## Fugas de gas
Los escapes de un gas inflamable fuera de la estructura que lo contiene son peligrosos, pues ese gas podría producir una grave deflagración al entrar en contacto con una llama.

## Características del gas natural comprimido

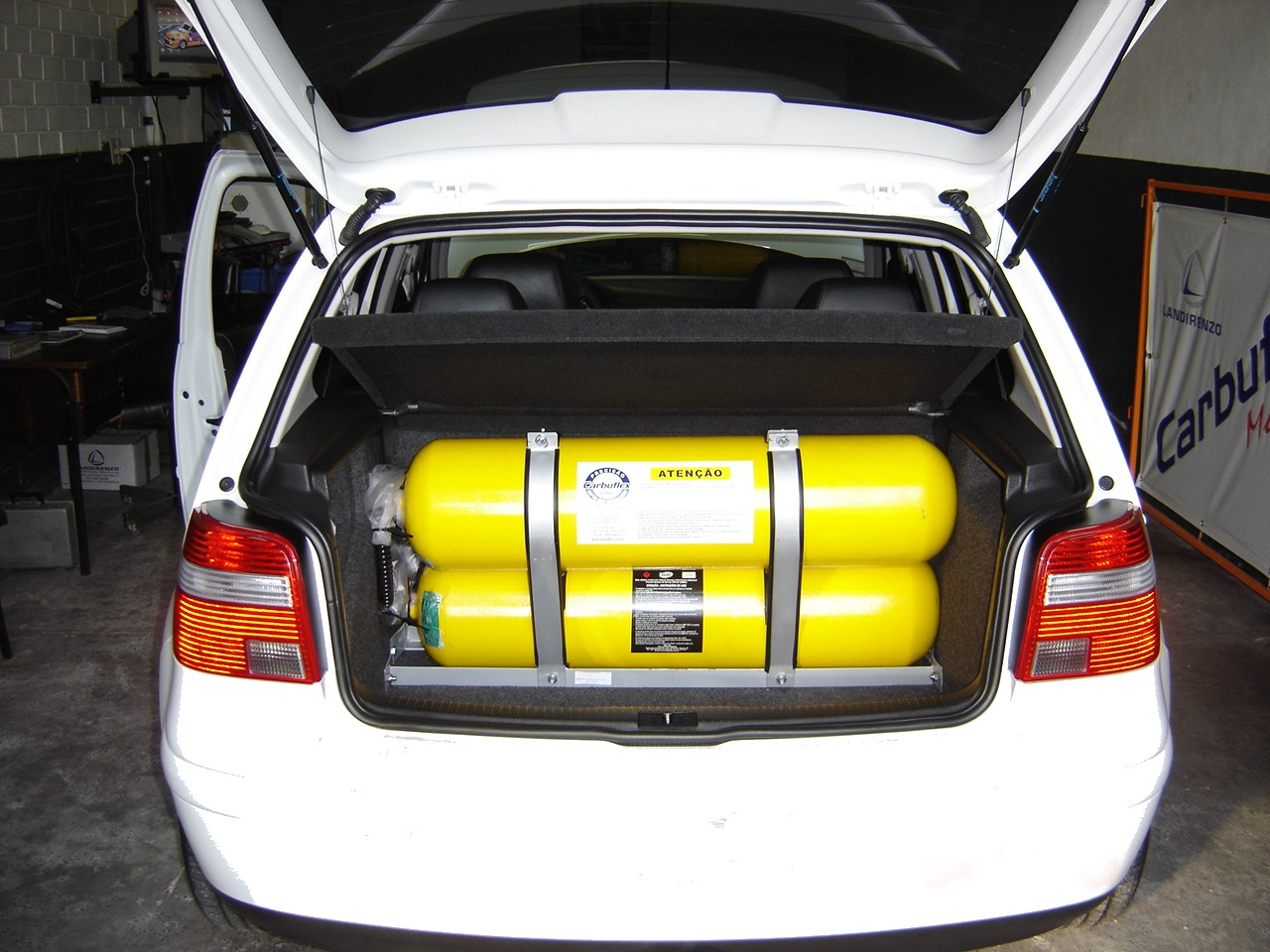
Cilindros de almacenamiento de GNC.

El GNC es esencialmente gas natural almacenado a altas presiones, habitualmente entre 200 y 250 bares, según la normativa de cada país. Este gas natural es principalmente metano, que al tener un alto índice de hidrógeno por carbono (4) produce menos dióxido de carbono por unidad de energía entregada, en comparación con otros hidrocarburos más pesados (con más átomos de carbono y una menor relación H/C).
Es difícil establecer con claridad las características del GNC existente en el mercado ya que su composición varía en función del yacimiento de donde se extrae y del tratamiento posterior que le da la empresa gasista.

## Propiedades del gas natural
En la siguiente tabla se muestra un resumen con los valores medios obtenidos a partir de diversas fuentes:
- Componente principal (~90 %): CH4
- Temperatura de ebullición a 1 atm: −160 °C
- Peso específico: 0,808 kg/m³
- Densidad en fase líquida (en el punto de ebullición): 0,423
- Poder calorífico: 11 990 kcal/kg
- Índice octano: 125
- Densidad relativa al aire: 0,625

## GNC por país

### Argentina

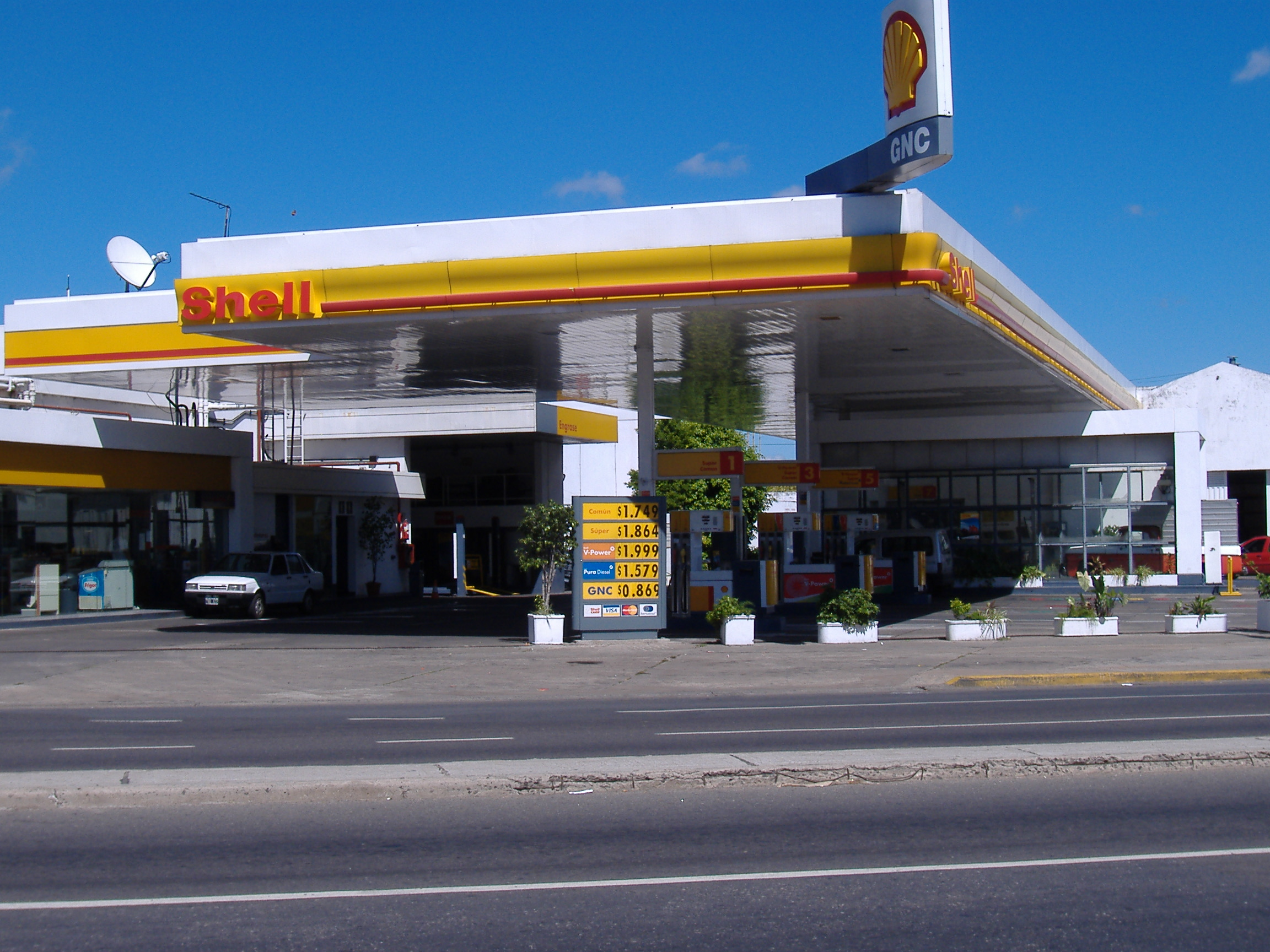
Estación de servicio de GNC en la ciudad de Rosario (Argentina).

En Argentina el uso de este tipo de combustible está ampliamente difundido (hasta 2007 el país se ubicaba primero en el ranking mundial de vehículos con GNC),
llegando a formar parte de más del 21.7 % del total del parque automotor. Su amplia difusión se debe en gran parte a la alta disponibilidad del gas natural como recurso natural en el país y los altos precios de los combustibles líquidos. Existe un desarrollo local moderadamente alto de tecnología relacionada con la implementación de este tipo de conversiones, ya que los motores de muchos de los automóviles en venta en el país son fabricados para su uso exclusivo con combustibles tradicionales, por lo que la conversión deber realizarse posteriormente a la compra de la unidad.
El GNC se comenzó a utilizar en Argentina a mediados de los años ochenta gracias a la implementación de un plan nacional de sustitución de combustibles líquidos, durante el gobierno de Raúl Alfonsín.